# Comuna Răscăieți, Ștefan Vodă
Comuna Răscăieți este o comună din raionul Ștefan Vodă, Republica Moldova. Este formată din satele Răscăieți (sat-reședință) și Răscăieții Noi.

## Demografie
Conform datelor recensământului din 2014, comuna are o populație de 3.114 locuitori. La recensământul din 2004 erau 3.599 de locuitori.

## Administrație și politică
Componența Consiliului local Răscăieți (13 consilieri), ales la 5 noiembrie 2023, este următoarea:
|  | Partid                                       | Consilieri | Componență | Componență | Componență | Componență | Componență | Componență |
|  | -------------------------------------------- | ---------- | ---------- | ---------- | ---------- | ---------- | ---------- | ---------- |
|  | Partidul Acțiune și Solidaritate             | 6          |            |            |            |            |            |            |
|  | Partidul Social Democrat European            | 3          |            |            |            |            |            |            |
|  | Partidul Socialiștilor din Republica Moldova | 3          |            |            |            |            |            |            |
|  | Candidat independent LIUBA GAIDĂU            | 1          |            |            |            |            |            |            |